# Fergus
Fergus  è un nome proprio di persona irlandese e gaelico scozzese maschile.

## Varianti
- Irlandese: Fearghas[1][2], Fearghus[2]
- Scozzese: Ferghas[1][2], Fearghus[2]
  - Ipocoristici: Fergie[1]

## Origine e diffusione
Nome diffuso in Irlanda, sull'Isola di Man e in Scozia, rappresenta la lettura moderna, anglicizzata, dell'antico irlandese Fearghus o Fearghas, diffuso in Scozia e Irlanda durante il Medioevo; è composto dai termini gaelici fer (o fear, "uomo") e gus ("vigore", "forza", "impetuosità", "fierezza", in irlandese moderno "coraggio", "grinta", "iniziativa", "autostima"), e può quindi significare "forza d'uomo", "virilità" oppure "uomo di vigore".
Il nome è ampiamente presente nelle leggende irlandesi, dove è portato da numerose figure fra le quali l'eroe dell'Ulster Fergus mac Róich. È inoltre stato usato dai re celtici in Irlanda e in Scozia tra i Pitti. Tra il XVII e il XIX secolo, in Irlanda il nome andò a morire, resistendo invece in Scozia, da dove si diffuse nei paesi anglofoni nel tardo XIX secolo.

## Onomastico
L'onomastico ricorre il 27 novembre, in memoria di san Fergus il Pitto (italianizzato in Fergusto), vescovo.

## Persone

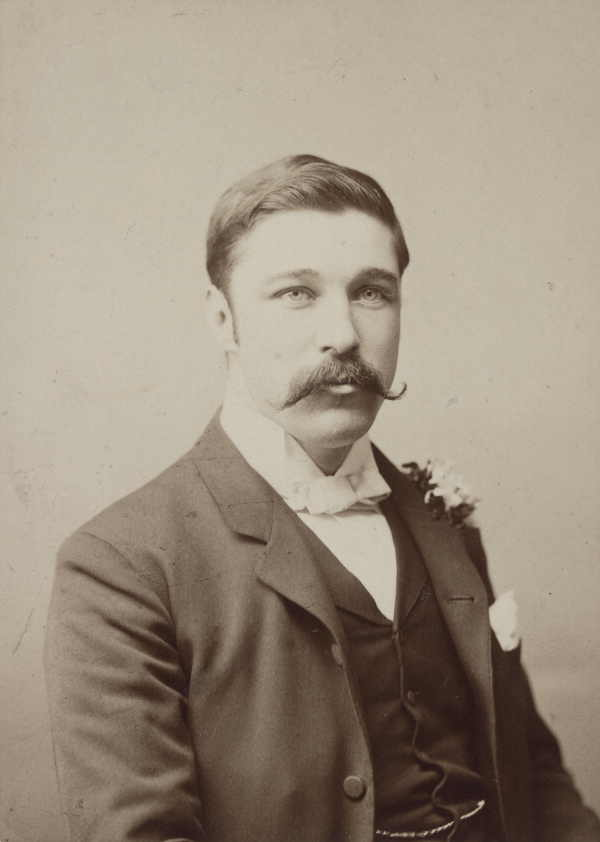
Fergus Hume

- Fergus Aherne, rugbista a 15 e allenatore di rugby irlandese
- Fergus Anderson, pilota motociclistico britannico
- Fergus di Galloway, signore di Galloway
- Fergus Dubdétach, leggendario Re Supremo d'Irlanda
- Fergus Fortamail, leggendario Re Supremo d'Irlanda
- Fergus Hume, scrittore britannico
- Fergus il Grande, altro nome con cui è noto Gwrgan Fawr o Gurgantius, re di Ergyng.
- Fergus mac Echdach, re di Dál Riata
- Fergus Mór, re di Dál Riata

## Il nome nelle arti
- Fergus è un personaggio del film Disney del 2012 Ribelle - The Brave.
- Fergus de' Paperoni è un personaggio dei fumetti Disney, padre di Paperon de' Paperoni.
- Fergus Roderick McLeod è il vero nome del demone Crowley.
- Fergus Claudel MacKenzie Fraser è uno dei personaggi principali della serie televisiva, Outlander, basata sulla serie di libri scritti da Diana Gabaldon.